# Камау (аеропорт)
Аеропорт «Камау» (в'єт. Sân bay Cà Mau) — регіональний аеропорт, розташований біля міста Камау (провінція Камау, В'єтнам). Код IATA: CAH, код ICAO: VVCM.
З аеропорту літають регулярні рейси компанії Vietnam Aviation Service Company (VASCO) до міста Хошиміну (Тан Сон Нхут).
| В'єтнам | Це незавершена стаття з географії В'єтнаму. Ви можете допомогти проєкту, виправивши або дописавши її. |